# Дулеби
Дулеби – източно славянско племенно обедениние във Волиния, съществувало през 6 век. През 10 век вероятно се разпада и дулебите влизат в древноруската държава под името волиняни и бужани. Има хипотеза която ги свързва с българския владетелски род Дуло и основаното от Шам-бат митичния брат на хан Кубрат владение Дулоба според посоченото в Джагфар тарихъ.